# Український державний науково-дослідний конструкторсько-технологічний інститут еластомерних матеріалів і виробів
Український державний науково-дослідний конструкторсько-технологічний інститут еластомерних матеріалів і виробів — науково-виробниче підприємство оборонно-промислового комплексу України.

## Історія
Організація була створена в 1966 році при Дніпропетровському шинному заводі.
Після відновлення незалежності України, УНДКТІ «ДІНТЕМ» став базовою організацією з метрологічного забезпечення виробництва гумотехнічних виробів й головною організацією зі створення нових еластомірних матеріалів, конструкцій гумотехнічних виробів й встановлювальних пристроїв для них, технологій виготовлення виробів з еластомерів.
7 липня 1995 року Верховна Рада України внесла УНДКТІ «ДІНТЕМ» до переліку підприємств й організацій України, які не підлягають приватизації в зв'язку з їх загальнодержавним значенням.
21 серпня 1997 року УНДКТІ «ДІНТЕМ» було внесено до переліку підприємств, які мають стратегічне значення для економіки й безпеки України.
УНДКТІ брав участь в виконанні державного оборонного замовлення.
- так, в 1999 році Харківським конструкторським бюро ім. О. О. Морозова сумісно з УНДКТІ «ДІНТЕМ» були розроблені асфальтохідні чоботи для танків й САУ (при встановленні яких на плазуни, бронетехніка не пошкоджує покриття асфальтних доріг). Всього міністерство оборони України закупило 4 тис. таких чобіт.[4]
- в 2000[5], 2001[6] і 2002 роки УНДКТІ отримував фінансування від міністерства промислової політики України на розробку й освоєння виробництва термостійких шин з підвищеними електроізоляційними властивостями на основі силоксанових каучуків для машин спеціального призначення.[7]
- УНДКТІ брав участь в роботах зі створення легкого гелікоптера КТ-112 «Ангел»[8] (розробка якого була розпочата ТОВ «Конструкторське бюро «Вертикаль»» в серпні 1999 року й була закінчена навесні 2004 року). Передбачалося, що гелікоптер може бути замовлений військовими й воєнізованими структурами[9], однак, після банкротства в 2010 році КБ «Вертикаль» проект було закрито.

Крім того, УНДКТІ розробляв продукцію цивільного призначення.
- так, для гумової промисловості України УНДКТІ була розроблена й запропонована гумова суміш з термостабілізатором, яка мала підвищену термоокисну стабільність (для виготовлення гумотехнічних виробів, які експлуатуються під впливом атмосферного повітря, пари й гарячої води)
- спеціалістами інституту була розроблена технологія застосування гуми для гермитезації підземних споруд (вперше застосована під час будівництва станції київського метро «Печерська», а в подальшому — на інших об'єктах)[10]
- спеціалісти інституту брали участь в розробці й випробуваннях гумових і гумометалічних амортизаторів до залізничного пасажирського вагону моделі 68-7007 Крюківського вагонобудівного заводу[11]
- в жовтні 2010 року УНДКТІ представив гумові й гумоармовані сита для фракціонування сипучих матеріалів.[12]

Після створення в грудні 2010 року державного концерну «Укроборонпром», УНДКТІ було включено до його складу.